# Bougatsa
La bougatsa (grec Μπουγάτσα [buˈɣatsa]; búlgar: banitsa; àrab: بوغاتسا) és un pastís típic de les cuines grega, búlgara i siriana. Consisteix en capes de pasta fil·lo farcides amb crema pastissera, formatge o carn picada.
És un plat originari de l'Orient Mitjà i el consum es va estendre pel sud-est d'Europa i del nord d'Àfrica durant l'expansió de l'Imperi Otomà. S'emparenta al turc poğaça (del qual deriva el seu nom) i, com aquest, s'emplenava, antany, amb formatge. Amb el temps, va esdevenir més comú el farciment de crema pastissera.
Hom creu que la variant grega, que duu pasta fil·lo en comptes de pa, es va crear entre els sefardites de Tessalònica. A Síria es fa una versió salada, que es consumeix durant el Shavuot.